# Avraham Aviv Alush
Avraham Aviv Alush (en hebreo: אברהם אביב אלוש‎, 12 de junio de 1982 en Karmiel, Israel) es un actor de cine y televisión. 

## Biografía
Nacido en el norte de Israel, se crio en Karmiel. Su esposa, Nofar Koren, es abogada. Antes de aparecer en la película La cabaña, solo había actuado en películas y series de televisión en Israel. Con la realización de esta película, también se convirtió en el primer actor israelí en interpretar a Jesús de Nazareth en una película de habla inglesa.

## Filmografía seleccionada
- The Island (TV) (2007)
- The Arbitrator (TV) (2007)
- Asfur (TV) (2010-2011)
- Alenby (TV) (2012)
- The Gordin Cell (TV) (2012-2015)
- Beauty and the Baker (TV) (2013)
- The Red Hood Setup (2014)
- An Israeli Love Story (2016)
- El balcón de las mujeres (2016)
- La cabaña (2017)